# Restless Farewell
Restless Farewell – piosenka skomponowana przez Boba Dylana, nagrana przez niego w październiku 1963 r. i wydana na trzecim studyjnym albumie The Times They Are a-Changin’  w styczniu 1964 r.

## Historia i charakter utworu
Ta kompozycja Dylana jest ostatnim dodatkiem do albumu. Powstała na dodatkowej sesji nagraniowej przeznaczonej tylko dla tego utworu. Powstało dziewięć wersji piosenki i na album trafiła ostatnia z nich.
Chociaż jest to kompozycja Boba Dylana, to utwór ten jest właściwie adaptacją starej irlandzkiej piosenki pijackiej „The Parting Glass”.
Ponieważ cały ten album był zapełniony piosenkami zawierającymi różne ważne przesłania, Dylan chciał zakończyć płytę na trochę inną nutę. Dlatego jest to w sumie bardzo osobista piosenka – swoisty wyrzut sumienia i introspekcja. Piosenka ta była bowiem jego szybką reakcją na „plotki” jednego z reporterów Newsweeka o jego śmierci i pogrzebie poprzedniego tygodnia. Prawdopodobnie piosenka ta została napisana w tym samym czasie, co ósme i dziewiąte „podkreślone epitafia”.
W czasie alkoholowego „seansu” Dylan-narrator wspomina swoją przeszłość poprzez przypominanie różnych rzeczy i zdarzeń: napływu pieniędzy, utraty przyjaciół, barów, kobiet, zwycięstw i porażek, łącznie z ciężkimi i przygnębiającymi myślami, które doprowadziły go do właśnie tego momentu. Jednak piosenka kończy się optymistycznie, narrator wyznaje, że mimo utraconej miłości przetrwa.
Uważa się także, iż „Restless Farewell” wraz z kilkoma innymi piosenkami tego okresu, są pożegnaniem z publicznością folkową i środowiskiem folkowym i ich wymaganiami, które Dylana po prostu męczyły.

## Wersje Dylana
- 31 października 1963 r. – sesja nagraniowa do albumu. Powstały co najmniej cztery wersje utworu.
- 1 lutego 1964 r. – nagrania w kanadyjskiej TV CBC w Toronto dla programu „The Times They Are a-Changin’"
- 25 lutego 1964 r. – nagrania w studiu TV NBC w Los Angeles dla programu „Steve Allan Show”.
- 17 maja 1964 r. – koncert w Royal Festival Hall w Londynie. Występ został nagrany przez Pye Records, jednak nagrania do dziś się nie ukazały.
- W 1996 r. Dylan wykonał ten utwór na koncercie z okazji 80-lecia urodzin Franka Sinatry. Ta przearanżowana wersja jest uważana za najlepsze wykonanie tego utworu. Niestety amerykańska TV dokonała montażu tego znakomitego nagrania do zaledwie trzech zwrotek.
- Po raz ostatni Dylan wykonał tę kompozycję w 1998 r. dla upamiętnienia śmierci Franka Sinatry.

## Inne wykonania
- Joan Baez – Any Day Now (1968); Vanguard Session: Baez Sings Dylan (1998)
- De Danann – 1/2 Set in Harlem (1991)
- Clancy, O’Connell and Clancy – Clancy, O’Connell and Clancy (1998)
- Norman Blake and Peter Ostroushko na albumie różnych wykonawców A Nod to Bob (2001)